# Luis Orta
Luis Alberto Orta Sánchez (Havana, 22 de agosto de 1994) é um lutador de estilo greco-romana cubano, campeão olímpico.

## Carreira
Orta esteve nos Jogos Olímpicos de Verão de 2020 em Tóquio, onde participou do confronto de peso galo, conquistando a medalha de ouro após derrotar na final o japonês Kenichiro Fumita.